# Montreuil-Juigné
Pour les articles homonymes, voir Montreuil et Juigné.
Montreuil-Juigné est une commune française située dans le département de Maine-et-Loire, en région Pays de la Loire.
La commune est née en 1973 de la fusion des anciennes communes de Montreuil-Belfroy et de Juigné-Béné.
La commune a obtenu trois fleurs au palmarès 2007 du concours des villes et villages fleuris mais est redescendue sur le podium en perdant une fleur. En 2014, la commune compte désormais 2 fleurs. En 2016, la commune se retire du label Villes et Villages Fleuris.

## Géographie

### Localisation
La ville est située sur la Mayenne, à la limite du Massif armoricain et du Bassin parisien. Sa partie haute est constituée de schistes, les terrains bas d'alluvions.
Angers se trouve à environ 8 km au sud-est. Montreuil-Juigné est une commune de la banlieue nord d'Angers (périphérie) et sur la première couronne d'Angers Loire Métropole.

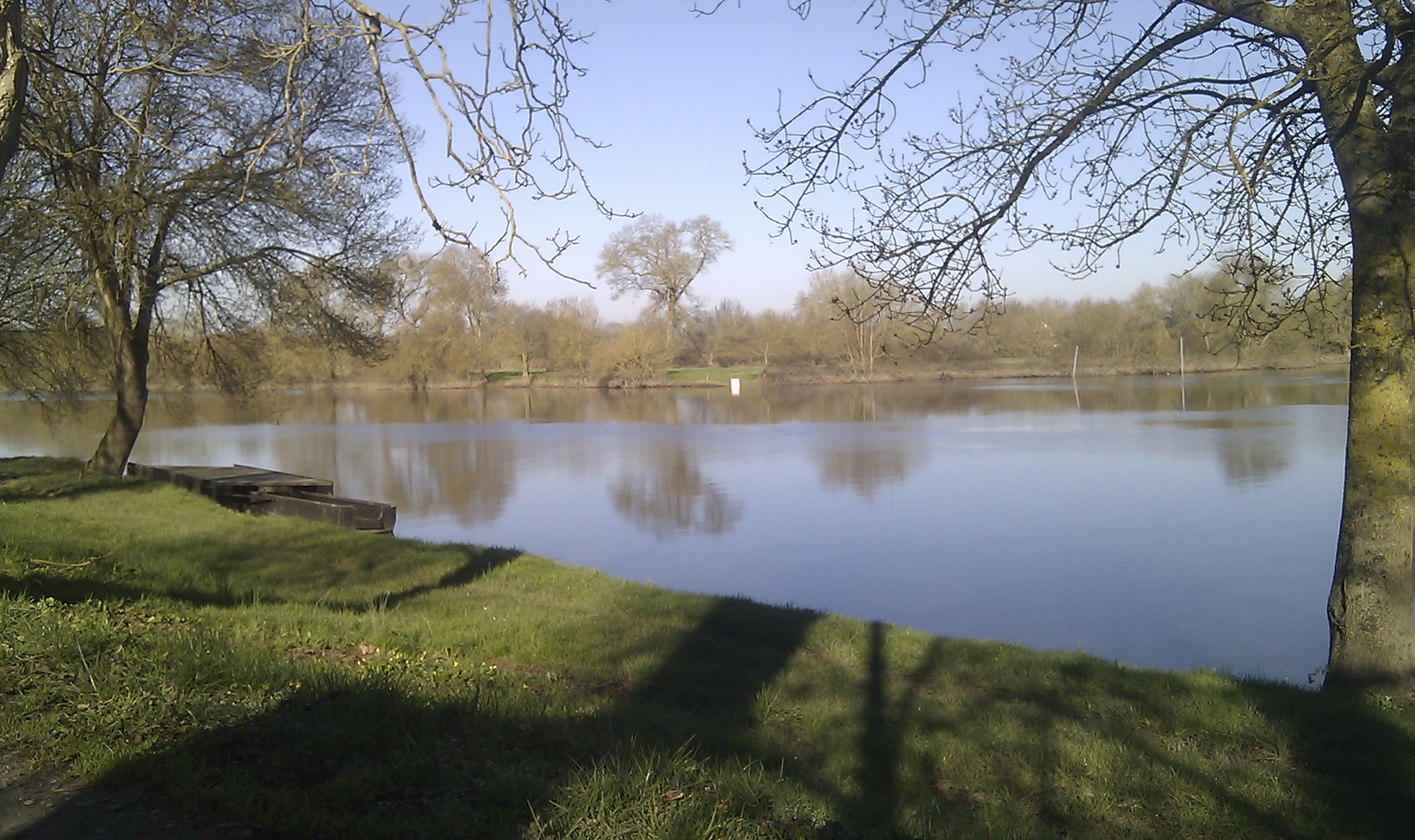
La Mayenne à Montreuil-Juigné.
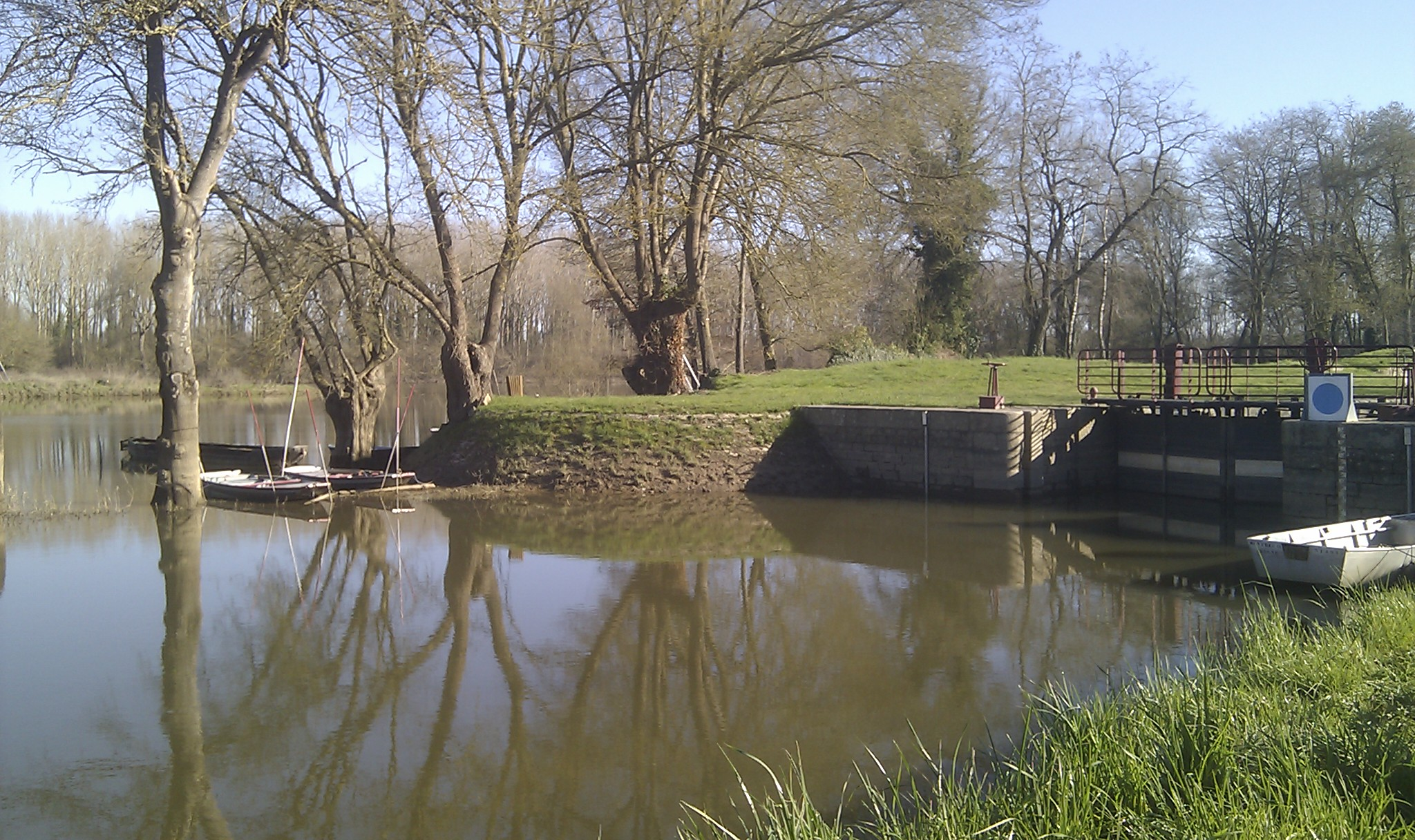
L'écluse de Montreuil-Juigné sur la Mayenne.

### Climat
Pour des articles plus généraux, voir Climat des Pays de la Loire et Climat de Maine-et-Loire.
En 2010, le climat de la commune est de type climat océanique altéré, selon une étude du CNRS s'appuyant sur une série de données couvrant la période 1971-2000. En 2020, Météo-France publie une typologie des climats de la France métropolitaine dans laquelle la commune est exposée à un climat océanique et est dans la région climatique Moyenne vallée de la Loire, caractérisée par une bonne insolation (1 850 h/an) et un été peu pluvieux.
Pour la période 1971-2000, la température annuelle moyenne est de 11,9 °C, avec une amplitude thermique annuelle de 14,1 °C. Le cumul annuel moyen de précipitations est de 694 mm, avec 11,5 jours de précipitations en janvier et 6 jours en juillet. Pour la période 1991-2020, la température moyenne annuelle observée sur la station météorologique de Météo-France la plus proche, sur la commune de Beaucouzé à 6 km à vol d'oiseau, est de 12,6 °C et le cumul annuel moyen de précipitations est de 709,3 mm,. Pour l'avenir, les paramètres climatiques de la commune estimés pour 2050 selon différents scénarios d'émission de gaz à effet de serre sont consultables sur un site dédié publié par Météo-France en novembre 2022.
| Mois                                  | jan.             | fév.             | mars           | avril           | mai             | juin           | jui.           | août           | sep.           | oct.            | nov.          | déc.             | année      |
| ------------------------------------- | ---------------- | ---------------- | -------------- | --------------- | --------------- | -------------- | -------------- | -------------- | -------------- | --------------- | ------------- | ---------------- | ---------- |
| Température minimale moyenne (°C)     | 3,3              | 2,9              | 4,6            | 6,3             | 9,6             | 12,6           | 14,3           | 14,3           | 11,4           | 9,3             | 5,9           | 3,5              | 8,2        |
| Température moyenne (°C)              | 6                | 6,4              | 9              | 11,3            | 14,7            | 18,1           | 20             | 20,1           | 16,9           | 13,4            | 9,1           | 6,3              | 12,6       |
| Température maximale moyenne (°C)     | 8,8              | 9,9              | 13,3           | 16,4            | 19,9            | 23,5           | 25,8           | 25,9           | 22,4           | 17,4            | 12,3          | 9,2              | 17,1       |
| Record de froid (°C) date du record   | −15,4 17.01.1987 | −12,8 04.02.1963 | −10,6 01.03.05 | −3,4 12.04.1986 | −1,6 07.05.1957 | 2,3 12.06.1957 | 4,5 05.07.1965 | 5,1 05.08.1967 | 2,5 19.09.1952 | −3,2 29.10.1947 | −8 23.11.1956 | −13,4 29.12.1964 | −15,4 1987 |
| Record de chaleur (°C) date du record | 17,1 15.01.1975  | 21,2 15.02.1958  | 24,8 30.03.21  | 29,7 30.04.05   | 32,8 29.05.1947 | 40,1 18.06.22  | 40,7 18.07.22  | 38,7 07.08.20  | 35,7 14.09.20  | 30,5 02.10.23   | 22,2 08.11.15 | 19 07.12.00      | 40,7 2022  |
| Ensoleillement (h)                    | 68,4             | 97,7             | 142,3          | 179,6           | 205             | 224,2          | 235,3          | 225,3          | 191,7          | 120,9           | 84,1          | 70,8             | 1 845,1    |
| Précipitations (mm)                   | 69,9             | 54,4             | 52,8           | 54,7            | 59,4            | 48,7           | 45             | 48,2           | 56,5           | 71,9            | 72,9          | 74,9             | 709,3      |

## Urbanisme

### Typologie
Au 1er janvier 2024, Montreuil-Juigné est catégorisée ceinture urbaine, selon la nouvelle grille communale de densité à sept niveaux définie par l'Insee en 2022.
Elle appartient à l'unité urbaine de Montreuil-Juigné, une unité urbaine monocommunale constituant une ville isolée,. Par ailleurs la commune fait partie de l'aire d'attraction d'Angers, dont elle est une commune de la couronne,. Cette aire, qui regroupe 81 communes, est catégorisée dans les aires de 200 000 à moins de 700 000 habitants,.

### Occupation des sols
L'occupation des sols de la commune, telle qu'elle ressort de la base de données européenne d’occupation biophysique des sols Corine Land Cover (CLC), est marquée par l'importance des territoires agricoles (52,7 % en 2018), en diminution par rapport à 1990 (63,9 %). La répartition détaillée en 2018 est la suivante : 
zones agricoles hétérogènes (19,8 %), zones urbanisées (19,7 %), terres arables (15,1 %), prairies (15 %), zones industrielles ou commerciales et réseaux de communication (12,8 %), forêts (5 %), eaux continentales (4,6 %), espaces verts artificialisés, non agricoles (3,3 %), cultures permanentes (2,8 %), zones humides intérieures (1,9 %). L'évolution de l’occupation des sols de la commune et de ses infrastructures peut être observée sur les différentes représentations cartographiques du territoire : la carte de Cassini (XVIIIe siècle), la carte d'état-major (1820-1866) et les cartes ou photos aériennes de l'IGN pour la période actuelle (1950 à aujourd'hui).

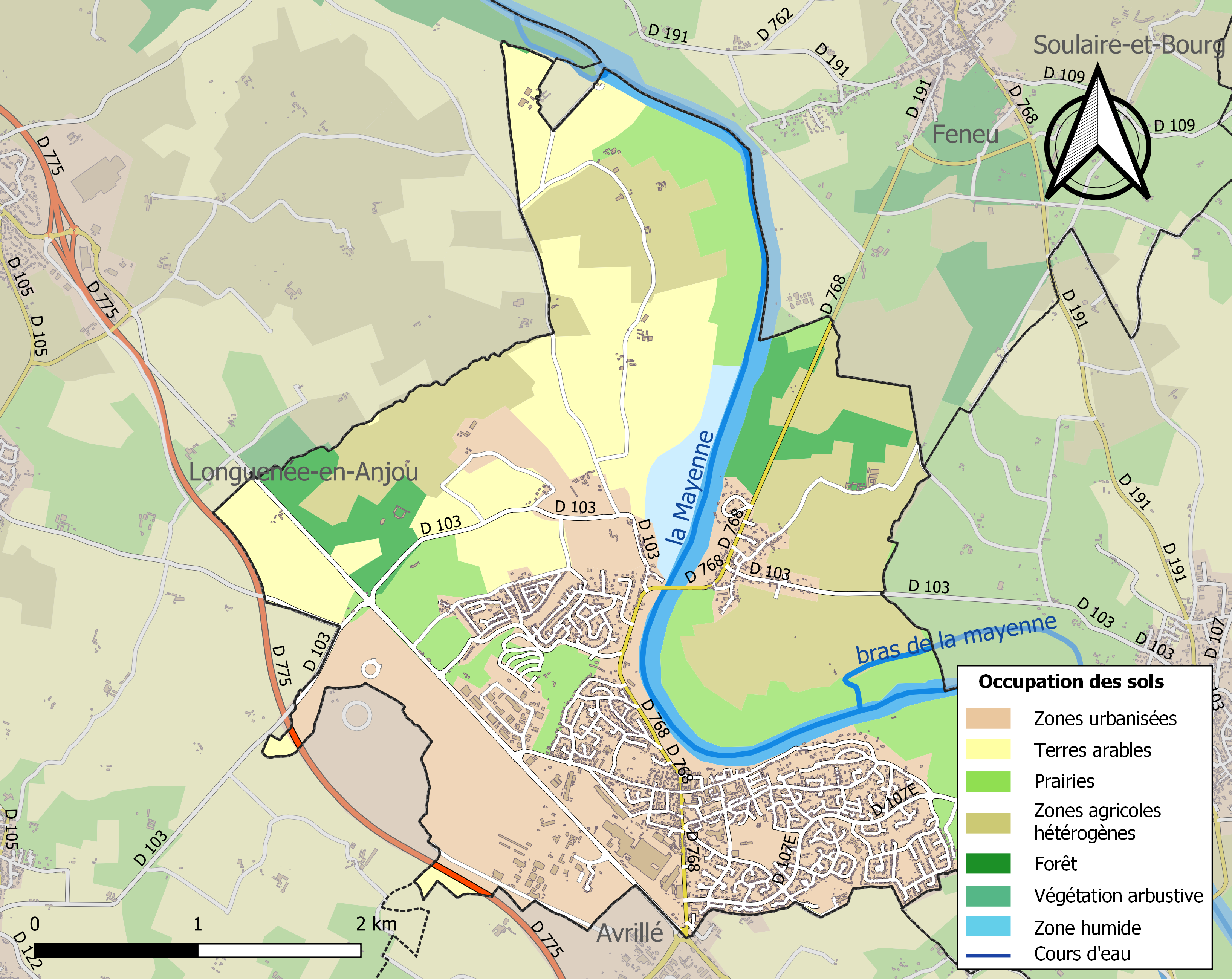
Carte des infrastructures et de l'occupation des sols de la commune en 2018 (CLC).

### Lieux-dits, hameaux et écarts
- Centre-ville/République, où se trouve différents commerces et banques, deux écoles (Notre-Dame et Henri-David), le collège Jean-Zay, le centre culturel Jacques-Prévert (bibliothèque, école de musique et expositions), le centre social, l'église Saint-Étienne, l'hôtel de ville ainsi que le foyer logement pour personnes âgées.
- Europe - Italie et Plateau-Fleuri, quartiers pavillonnaires autour de l'avenue de l'Europe datant des années 1970 et 1980. On y trouve l'école Marcel-Pagnol.
- La Mastelle, quartier pavillonnaire de la fin des années 1990 - début des années 2000.
- Cité Bel-air/Espéranto, constitué principalement de logements HLM datant des années 1950.
- Le Haut-Coudray, quartier pavillonnaire des années 1970. L'école Jean-Madeleine est située dans ce quartier.
- Le Tertre, quartier pavillonnaire datant des années 1980.
- Juigné, ancien village où se situent la plupart des exploitations agricoles de la commune.
- Béné, sur la rive gauche de la Mayenne.
- Le Val de Montreuil, écoquartier en pleine expansion.

### Voies de communication et transports
- Réseau COTRA :

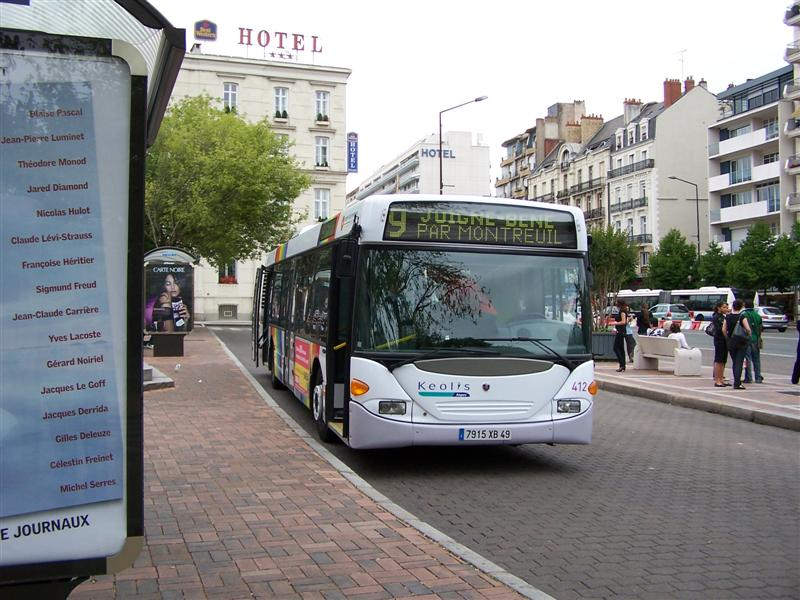
Ligne 9 : La Roseraie-Montreuil, place Lorraine à Angers.

  - ligne de bus 7 : Montreuil-Juigné <> Place Lorraine (Angers) ;
  - ligne de bus E21 : Montreuil-Juigné <> Les Gares (Gares d'Angers St Laud) - Bus express ;
  - ligne de bus 23 : Montreuil-Juigné / Avrillé <> Saint-Barthélemy (dimanche et jours fériés).

## Toponymie
Formes anciennes du nom de Montreuil : Montreuil Belfroi en 1793 et 1801, puis Montreuil-Belfroy avant de devenir Montreuil-Juigné en 1973 à la suite de son rapprochement avec Juigné-Béné,.
Formes anciennes du nom de Juigné : Juigné-Bené en 1801, puis Juigné-Béné.
Ses habitants sont appelés les Montreuillais.

## Histoire
L'histoire industrielle du territoire est marquée par l'installation d'une tréfilerie, Tréfileries et laminoirs du Havre (TLH), sur le barrage de Montreuil-Belfroy (au début du XXe siècle), puis celle de l'usine Pechiney dont le développement important dans les années 1950 et 1960 conduit à une urbanisation rapide de la commune. La proximité de la ville d'Angers est ensuite venue renforcer ce phénomène.
Montreuil-Juigné naît en 1973 de la fusion de Montreuil-Belfroy et de Juigné-Béné, deux communes à vocations agricole et viticole traditionnelles.

## Politique et administration

### Administration municipale
| Période                                                        | Période                    | Identité                 | Étiquette | Qualité |
| -------------------------------------------------------------- | -------------------------- | ------------------------ | --------- | --- |
| 1791                                                           |                            | François-René Coué       |           | |
| 1800                                                           |                            | Georges Bonjean          |           | |
| 1805                                                           |                            | Christophe Allusse       |           | |
| 1816                                                           |                            | Aimé d'Andigné           |           | |
| 1818                                                           |                            | J. Bonjean               |           | |
| 1828                                                           | 1857 (décès)               | Jacques-François Raffray |           | |
| 1857                                                           |                            | Jacques Raffray fils     |           | |
| 1870                                                           |                            | Pierre Cherreau          |           | |
| 1881                                                           |                            | Raffray                  |           | |
| 1884                                                           |                            | François Charcellay      |           | |
| 1925                                                           |                            | Stéphane Briau           |           | |
| mai 1929                                                       | mai 1945                   | Jean Huez                |           | Exploitant agricole, licencié en droit |
| mai 1945                                                       | avril 1970 (décès)         | Henri David,             | SFIO-DVG  | Hôtelier, débitant de tabac 1er vice-président du District urbain d'Angers (1968 → 1970)                                                                                |
| mai 1970                                                       | janvier 1973               | Raymond Perrinel         |           | |
| 1er février 1973 : création de la commune de Montreuil-Juigné. |                            |                          |           | |
| février 1973                                                   | mars 1977                  | Raymond Perrinel         |           | |
| mars 1977                                                      | septembre 1997 (démission) | Michel Nauraye,          | PS        | Instituteur Vice-président du District urbain d'Angers |
| septembre 1997                                                 | mars 2001                  | Adrien Mercier           | DVG       | Vice-président du District de l'agglomération angevine |
| mars 2001                                                      | mars 2014                  | Bernard Witasse          | PS        | Ingénieur économiste en bâtiment Vice-président d'Angers Loire Métropole                                                                                                |
| mars 2014                                                      | 18 avril 2018 (démission)  | Stéphane Piednoir        | UMP-LR    | Professeur de mathématiques Sénateur de Maine-et-Loire (2017 → ) Vice-président d'Angers Loire Métropole (2014 → 2018) Démissionnaire après son élection comme sénateur |
| 18 avril 2018                                                  | En cours (au 29 mai 2020)  | Benoît Cochet,           | Centriste | Conseiller principal d'éducation |
| Les données manquantes sont à compléter.                       |                            |                          |           | |

Composition du conseil municipal en mars 2014

### Intercommunalité
La commune est intégrée à la communauté urbaine d'Angers Loire Métropole, elle-même membre du syndicat mixte Pays Loire-Angers.
Autre groupement : syndicat Brionneau-Mayenne.

### Jumelages
Kamen (Allemagne) depuis 1968.
Les quarante ans du jumelage ont été fêtés en 2008 à Montreuil-Juigné pendant un week-end.

## Population et société

### Démographie

#### Évolution démographique
L'évolution du nombre d'habitants est connue à travers les recensements de la population effectués dans la commune depuis 1793. Pour les communes de moins de 10 000 habitants, une enquête de recensement portant sur toute la population est réalisée tous les cinq ans, les populations de référence des années intermédiaires étant quant à elles estimées par interpolation ou extrapolation. Pour la commune, le premier recensement exhaustif entrant dans le cadre du nouveau dispositif a été réalisé en 2008.
En 2022, la commune comptait 7 811 habitants, en évolution de +3,97 % par rapport à 2016 (Maine-et-Loire : +2,12 %, France hors Mayotte : +2,11 %).
| 1793  | 1800 | 1806 | 1821 | 1831 | 1836 | 1841 | 1846 | 1851 |
| ----- | ---- | ---- | ---- | ---- | ---- | ---- | ---- | ---- |
| 1 363 | 175  | 230  | 263  | 279  | 246  | 265  | 284  | 285  |

| 1856 | 1861 | 1866 | 1872 | 1876 | 1881 | 1886 | 1891 | 1896 |
| ---- | ---- | ---- | ---- | ---- | ---- | ---- | ---- | ---- |
| 307  | 294  | 258  | 260  | 280  | 257  | 242  | 199  | 232  |

| 1901 | 1906 | 1911 | 1921 | 1926 | 1931 | 1936 | 1946 | 1954 |
| ---- | ---- | ---- | ---- | ---- | ---- | ---- | ---- | ---- |
| 244  | 252  | 229  | 191  | 195  | 273  | 221  | 352  | 419  |

| 1962  | 1968  | 1975  | 1982  | 1990  | 1999  | 2006  | 2008  | 2013  |
| ----- | ----- | ----- | ----- | ----- | ----- | ----- | ----- | ----- |
| 1 519 | 1 616 | 3 832 | 5 623 | 6 451 | 6 666 | 6 781 | 6 813 | 7 213 |

| 2018  | 2022  | - | - | - | - | - | - | - |
| ----- | ----- | - | - | - | - | - | - | - |
| 7 521 | 7 811 | - | - | - | - | - | - | - |

| 1793 | 1800 | 1806 | 1821 | 1831 | 1836 | 1841 | 1846 | 1851 |
| ---- | ---- | ---- | ---- | ---- | ---- | ---- | ---- | ---- |
| -    | 227  | 415  | 440  | 464  | 468  | 525  | 539  | 552  |

| 1856 | 1861 | 1866 | 1872 | 1876 | 1881 | 1886 | 1891 | 1896 |
| ---- | ---- | ---- | ---- | ---- | ---- | ---- | ---- | ---- |
| 563  | 560  | 548  | 545  | 534  | 580  | 540  | 503  | 537  |

| 1901 | 1906 | 1911 | 1921 | 1926 | 1931 | 1936 | 1946 | 1954 |
| ---- | ---- | ---- | ---- | ---- | ---- | ---- | ---- | ---- |
| 505  | 496  | 484  | 495  | 462  | 458  | 469  | 665  | 864  |

| 1962  | 1968  | 1972 | - | - | - | - | - | - |
| ----- | ----- | ---- | - | - | - | - | - | - |
| 1 193 | 1 238 | -    | - | - | - | - | - | - |

#### Pyramide des âges
La population de la commune est plus âgée qu'au niveau départemental. En 2018, le taux de personnes d'un âge inférieur à 30 ans s'élève à 35,3 %, soit en dessous de la moyenne départementale (37,2 %). À l'inverse, le taux de personnes d'âge supérieur à 60 ans est de 26,4 % la même année, alors qu'il est de 25,6 % au niveau départemental.
En 2018, la commune compte 3 646 hommes pour 3 875 femmes, soit un taux de 51,52 % de femmes, légèrement supérieur au taux départemental (51,37 %).
Les pyramides des âges de la commune et du département s'établissent comme suit.
| Hommes | Classe d’âge | Femmes |
| ------ | ------------ | ------ |
| 0,5    | 90 ou +      | 1,0    |
| 6,5    | 75-89 ans    | 7,6    |
| 18,1   | 60-74 ans    | 19,1   |
| 21,1   | 45-59 ans    | 21,3   |
| 17,1   | 30-44 ans    | 17,0   |
| 16,1   | 15-29 ans    | 15,8   |
| 20,8   | 0-14 ans     | 18,2   |

| Hommes | Classe d’âge | Femmes |
| ------ | ------------ | ------ |
| 0,9    | 90 ou +      | 2,1    |
| 7      | 75-89 ans    | 9,5    |
| 16,2   | 60-74 ans    | 16,9   |
| 19,4   | 45-59 ans    | 18,7   |
| 18,2   | 30-44 ans    | 17,5   |
| 18,8   | 15-29 ans    | 17,6   |
| 19,5   | 0-14 ans     | 17,6   |

### Équipements et services publics
Enseignement : Situé dans l'académie de Nantes, la commune possède quatre écoles et un collège :
- école publique Henri-David maternelle et élémentaire, située dans le centre-ville ;
- école publique Jean-Madeleine maternelle et élémentaire,
- école publique Marcel-Pagnol maternelle et élémentaire, située dans le quartier Italie,
- école privée Notre-Dame maternelle et élémentaire ;
- collège public Jean-Zay où sont scolarisés environ 720 élèves.

Équipement culturel
- La bibliothèque Clara Malraux, Centre Jacques Prévert.

## Économie
Sur 307 établissements présents sur la commune à fin 2010, 3 % relèvent du secteur de l'agriculture (pour une moyenne de 17 % sur le département), 10 % du secteur de l'industrie, 10 % du secteur de la construction, 56 % de celui du commerce et des services et 21 % du secteur de l'administration et de la santé. Cinq ans plus tard, en 2015, sur les 389 établissements présents, 2 % relèvent du secteur de l'agriculture (pour une moyenne de 11 % sur le département), 8 % du secteur de l'industrie, 8 % de celui de la construction, 62 % du secteur du commerce et des services et 20 % de celui de l'administration et de la santé.

## Culture locale et patrimoine

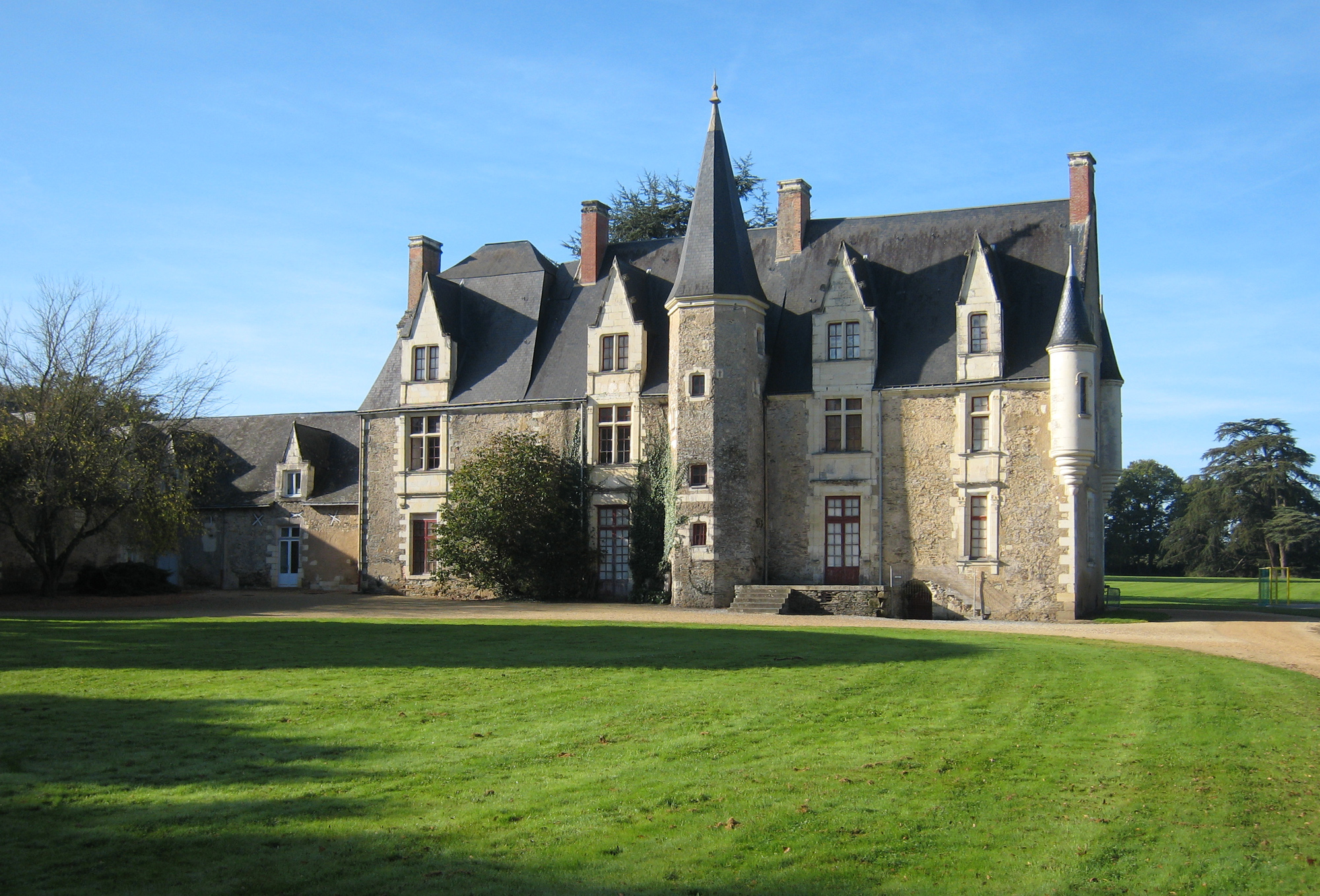
Château de la Guyonnière.

### Lieux et monuments
- Le château de la Thibaudière inscrit au titre des monuments historiques en 2005[36].
- Le château de la Guyonnière, racheté par la commune en 1982, devenu un centre de loisirs.
- Demeures néo-gothiques sur le cours de la Mayenne : la Déablère, la Rongère, la Thibaudière.
- L'hôtel de ville, aménagé dans l'ancienne « Grand'Maison ».
- La maison du XVIe siècle.
- Le marais (zone de protection ornithologique).
- Le parc François-Mitterrand.